# Fobos (mitología)

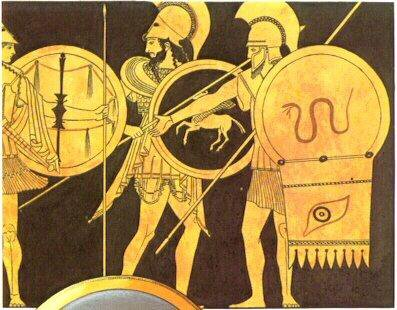
Fobos y Deimos.

En la mitología griega, Fobos o Fobo (Φόϐος, Phóbos) era la personificación del «Temor». El sustantivo φόβος significa «huida, fuga, susto, espanto, terror, miedo». Era hijo de Ares, dios de la guerra, y Afrodita, diosa del amor. Fobos y su gemelo Deimos, junto con la diosa Enío (madre, hija o nodriza de Ares) acompañaban al dios de la guerra en cada batalla. En sustantivo griego φόβος es equivalente al latino metus o pavor («miedo»).
La figura de Fobos en la mitología aparecía antes de cada batalla, refiriéndose al miedo y pánico de los combatientes para luchar, estos luchadores, aterrados, huían de la batalla o fingían su muerte para luego escapar. Deimos hacia su aparición después de su hermano, presentándose en los luchadores que por miedo quedaban paralizados ante el terror al dolor o la muerte.
Tras las múltiples interpretaciones de Fobos, se popularizó la imagen de un ser sobrehumano con una misión siempre de destrucción hacia la raza humana o las amenazas, ordenada por Ares y que intentará cumplir junto a Deimos. En la aparición final de Deimos y Fobos para cumplir el objetivo que Ares les ha impuesto, aparece una escena en la que Fobos se plantea las órdenes y decide no cumplirlas, manteniéndose al margen y salvando así a la raza humana.
En la Ilíada se lo describe así:

Οἷος δὲ βροτολοιγὸς Ἄρης πόλεμον δὲ μέτεισι,
τῷ δὲ Φόϐος φίλος υἱὸς ἅμα κρατερὸς καὶ ἀταρϐὴς
ἕσπετο, ὅς τ' ἐφόϐησε ταλάφρονά περ πολεμιστήν
Se ve así a Ares, plaga de los hombres, marchar al combate,
Seguido de Fobos, su hijo intrépido y fuerte,
Quien pone en fuga el belicoso más resistente.
Ilíada, rapsodia XIII, 298 y sig.

También aparecía en el escudo de Heracles:

En el centro [del escudo] estaba labrado Fobos (Miedo) inflexible, indescriptible, mirando atrás fijamente con ojos que brillaban con fuego. Su boca estaba llena de dientes en una hilera blanca, temible y desalentadora, y sobre su severa frente planea aterradora Enio, que provoca la estampida de los hombres...

Sobre el escudo estaban moldeados Proioxis (Persecución) y Palioxis (Fuga), y Homados (Tumulto), y Fobos (Pánico), y Androktasie (Masacre). También Eris  (Discordia) y Cidemo (Alboroto) se daban prisa alrededor, y terriblemente Ker (Muerte violenta).
El escudo de Heracles, 139 y sig.

## Otros ámbitos

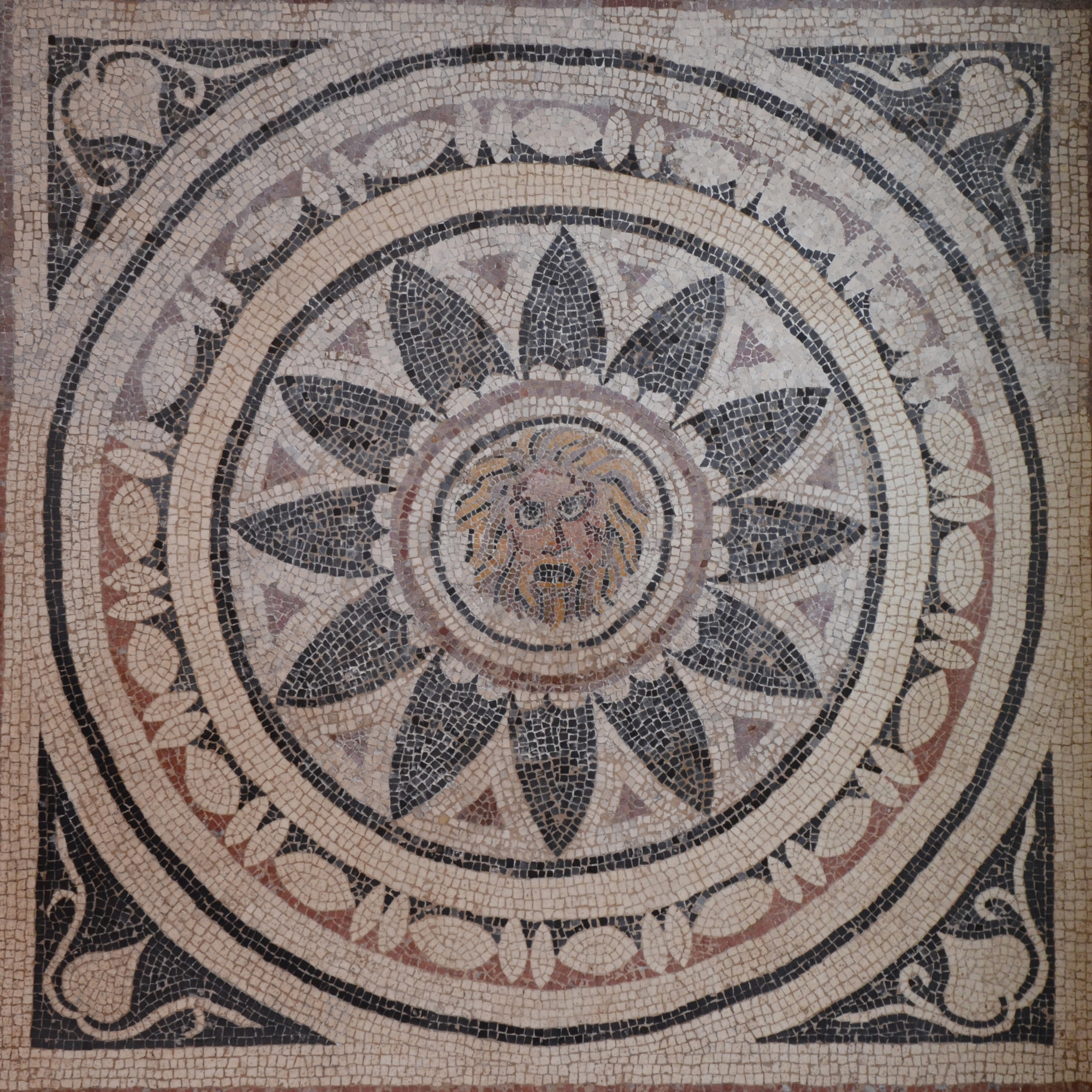
Mosaico Fobos, Museo Británico.

El personaje de Fobos ha tenido gran importancia en el estudio de la psicología, estableciéndose como patrón primitivo del trastorno de identidad disociativo y de las fobias.[cita requerida]
La figura de Fobos también aparece en campos como el anime (personaje del cómic y serie Sailor Moon y personaje de Marvel en Olimpian Gods), los videojuegos (Darkstalkers) o la astronomía (Programa Fobos).
Asaph Hall, descubridor de las lunas de Marte, llamó a una de ellas Fobos y a otra Deimos, siguiendo el recorrido de Fobos el 11 de agosto de 1877. Fobos es el doble que Deimos y es la más cercana a Marte.
El término griego «Φόϐος» / «phóbos» es el étimo de la palabra «fobia».
Alejandro Magno rezaba a Fobos antes de cada batalla y de cada próxima conquista.